# Mickey les yeux bleus
Pour plus de détails, voir Fiche technique et Distribution.
Mickey les yeux bleus ou Mickey Belle Gueule au Québec (Mickey Blue Eyes) est une comédie romantique américano-britannique réalisée par Kelly Makin, sortie en 1999.

## Synopsis
Michael Felgate est un jeune commissaire-priseur britannique installé à New York. Mais quand il demande sa main à Gena, jeune institutrice avec qui il file un amour parfait, celle-ci refuse et part en courant. Michael est stupéfait et décide d'en savoir plus sur la famille de la jeune femme. Il comprend tout de suite la réaction qu'a eu Gena quand il rencontre son père, Frank, membre d'une redoutable famille mafieuse italo-américaine, la famille des Graziosi. Gena accepte alors de l'épouser... mais à une condition : il devra se tenir à l'écart de sa belle-famille. Mais, pour Michael, ça ne va pas se passer comme il l'avait prévu.

## Fiche technique
- Titre original : Mickey Blue Eyes
- Titre français : Mickey les yeux bleus
- Titre québécois : Mickey Belle Gueule
- Réalisation : Kelly Makin
- Scénario : Adam Scheinman et Robert Kuhn
- Costumes : Ellen Mirojnick
- Photographie : Donald E. Thorin
- Montage : David Freeman
- Musique : Basil Poledouris
- Producteurs : Elizabeth Hurley et Charles Mulvehill
- Société de production : Castle Rock Entertainment et Simian Films
- Sociétés de distribution : Warner Bros. Pictures (Amérique du Nord), United International Pictures (Royaume-Uni et France)
- Budget : 20 000 000 $
- Pays de production :  Royaume-Uni,  États-Unis
- Langue : anglais
- Format : couleur - 1.85:1
- Durée : 102 minutes
- Genre : comédie romantique
- Dates de sortie : 
  -  Royaume-Uni
    - 10 août 1999 (Londres)
    - 20 août 1999 (sortie nationale)

  -  États-Unis :
    - 11 août 1999 (New-York City)
    - 17 août 1999 (Los Angeles)
    - 20 août 1999 (sortie nationale)

  -  France : 3 novembre 1999

## Distribution
- Hugh Grant (V.F. : Thibault de Montalembert et V.Q. : Daniel Picard) : Michael Felgate
- James Caan (V.F. : Michel Fortin et V.Q. : Jean-Marie Moncelet) : Frank Vitale
- Jeanne Tripplehorn (V.F. : Françoise Vallon et V.Q. : Anne Bédard) : Gina Vitale
- Burt Young (V.F. : Jean Fontaine) : Vito Graziosi
- James Fox (V.F. : Michel Ruhl et V.Q. : Ronald France) : Philip Cromwell
- Joe Viterelli (V.F. : Mario Santini et V.Q. : Jacques Brouillet) : Vinnie D'Agostino
- Gerry Becker (V.F. : Jean-Jacques Moreau et V.Q. : Denis Mercier) : Bob Connell
- Maddie Corman (V.F. : Catherine Hamilty et V.Q. : Johanne Léveillé) : Carol la photographe
- Tony Darrow : Angelo
- Paul Lazar (V.F. : Fabien Briche) : Ritchie Vitale
- Vincent Pastore (V.F. : Bernard Métraux) : Al
- Frank Pellegrino (en) (V.F. : Christian Sinniger) : Sante
- Scott Thompson (V.Q. : Daniel Lesourd) : Lewis
- John Ventimiglia (V.F. : Marc Saez) : Johnny Graziosi
- Margaret Devine (V.F. : Dominique Léandri) : Helen
- Tony Sirico : un des mafieux
- Mark Margolis : Gene Morganson

Source et légende : Version québécoise (V.Q.) sur Doublage Québec et version française selon le carton de doublage.

## Réception
Le film a totalisé 33 864 342 $ de recettes aux États-Unis et 54 264 342 $ dans le monde pour un budget d’environ 75 millions de dollars.